# Markward
Markward I. († 23. Juli 1168 in Bischofsheim; auch Marquard und Marcuard) war 1150 bis 1165 Abt des Reichsklosters Fulda. Er gilt als ein bedeutender Abt, der verloren gegangene Besitztitel seines Klosters restituierte, die Bausubstanz ausbaute sowie das Land des Klosters mit festen Burgen absicherte.

## Leben
Markward ist unbekannter Herkunft. Von Jugend an wurde er im Kloster St. Michael auf dem Berge im damals reichspolitisch sehr bedeutenden Bamberg aufgezogen und erhielt in diesem noch heute existierenden Kloster auch seine geistliche und philosophische Ausbildung.
Vor seiner Berufung durch König Konrad III. war Markward seit etwa 1142 Abt in der 959 gegründeten, dem Stift Bamberg unterstellten Benediktinerabtei Deggingen (heute Mönchsdeggingen bei Nördlingen/Ries). Er hinterließ eine Autobiografie mit der Beschreibung seiner Taten als Abt von Fulda, die „Gesta domni Marcuardi abbatis“. In diesem Rechenschaftsbericht legte er seine Verdienste um die Reformierung und den Wiederaufbau der bei seinem Amtsantritt wirtschaftlich darniederliegenden Reichsabtei dar.
Die Bestätigung Marquards als Fuldaer Abt erfolgte durch Papst Eugen III. Ende 1150/Anfang 1151 im mittelitalienischen Ferrentino. Sofort nach seiner Weihe in Rom restituierte Markward zahlreiche entfremdete Klostergüter, die in die Hände benachbarter, einheimischer Adelsfamilien gelangt waren, er stellte die Rechte des Klosters vielerorts wieder her, bekämpfte auch militärisch das um sich greifende Raubrittertum, zerstörte Burgen, auf denen sich „Diebe und Räuber“ eingenistet hatten und umgab die Stadt Fulda mit „sehr starken Mauern“, Wällen, Dämme und Toren. Auch die desolate Bausubstanz des Klosters selbst stellte er wieder her. So wiedererrichtete er den bereits 1120 eingestürzten Südturm der 791–819 errichteten Ratgarbasilika und sorgte für eine funktionierende Wasserversorgung innerhalb des Monasteriums.
Unter seinem Abbatiat wurde durch den ansonsten unbekannten Eberhard, vielleicht einem Fuldaer Mönch oder Konversen, in einer der größten bekannt gewordenen Fälschungsaktionen des Mittelalters das Fuldaer Urkundenregister zu Gunsten des Klosters redigiert und in einem so genannten Cartular zusammengefasst (der sog. „Codex Eberhardi“), viele Originalurkunden anschließend vernichtet.
1157 erlebt Abt Markward den Höhepunkt seines Abbatiats. Am 22. März findet in Fulda ein großer Reichstag Kaiser Friedrichs I. Barbarossa statt. In Gegenwart des Kaisers wird am Palmsonntag der wiederhergestellte Teil der Basilika neu geweiht. 1158 gründet Markward das neue Hospital St. Vitus. Im gleichen Jahr begleitet Markward den Kaiser auf seinem Heerzug nach Italien.
Als Markward im Jahr 1165 der kaiserlichen papstfeindlichen Politik nicht mehr folgen wollte – aus diesem Grund nahm er wohl nicht am Reichstag in Würzburg teil –, wurde er von Friedrich I. seines Amtes enthoben und auf die Propstei St. Andreas auf dem Fuldaer Neuenberg abgeschoben.
Markward starb am 23. Juli 1168 in Bischofsheim bei Hanau und wurde in der Stiftskirche zu Fulda beerdigt.
Die Stadt Fulda ehrt den großen Reformer durch eine nach ihm benannte Straße und eine gleichnamige Grundschule.